# 伊藤五右衛門
伊藤 五右衛門（いとう ごえもん、生没年不詳）は、江戸時代前期の武士。播磨国赤穂藩浅野家の家臣。家老に次ぐ番頭の地位にあり、430石取りであった。末席家老大野知房の弟（一説に甥）という。
元禄14年3月25日（1701年5月1日）に大石良雄の指示を受けて吉良義央の生死の確認のため、親戚の藩の三次藩へ派遣されている。しかし実際は大野知房が三次藩の支持を得ようと弟の五右衛門に密命を与えて三次藩に派遣したものといわれる。同年、4月12日（5月19日）に大野知房は赤穂藩を逐電していたが、五右衛門はその後も赤穂城開城まで赤穂藩に残った。赤穂城開城では藩邸の開城を担当している。しかしそれ以降は盟約に加わることもなく、赤穂から去っていった。
その後の消息ははっきりしないが、伊藤東涯（大野知房や五右衛門の親戚か）が、元禄16年（1703年）4月に並河千左衛門へ送った書状には大野知房と五右衛門についての記述があり、それによれば五右衛門は「伴宗寿」と改名して京都で医者になったという。
神崎則休によれば「侫姦」な人物であったという。
伊藤五右衛門の組に所属する藩士からは、近松行重・大石信清・早水満尭・千馬光忠の4名が討ち入りに加わった。